# Боб Лав
Роберт Ерл Лав (англ. Robert Earl Love; 8 грудня 1942, Бастроп, Луїзіана, США — 18 листопада 2024, Чикаго, Іллінойс, США) — американський професійний баскетболіст, який провів розквіт кар'єри в команді Національної баскетбольної асоціації «Чикаго Буллз». Універсальний форвард, який грав як лівицею, так і правицею, Лав пізніше працював директором зі зв'язків з громадою та був послом доброї волі «Буллз». Мав прізвисько «Масляна квасолина», яке пов'язане з його дитячим захопленням бобовими.

## Біографія
Ріс на бавовняних полях Луїзіани в родині скіпщика. Перший баскетбольний кошик був зроблений з металевого вішака, а баскетбольним м'ячем слугувала пара шкарпеток. Страждав на важку форму заїкання і рідко розмовляв, уникав відповідати на занятті, оскільки боявся глузування дітей. До 8 років виховувався жорстоким вітчимом, а потім втік до бабусі. У 33 роки познайомився зі своїм біологічним батьком.
Навчався у бастропській школі, де грав у баскетбол та футбол, і привів свої команди до титулів штату в обох видах спорту. 1961 року закінчив школи й отримав футбольну стипендію в Південному університеті в Батон-Ружі, де також приєднався до Alpha Phi Omega. Лав набирав у середньому 12,8 очка на першому курсі, 22,6 на другому, 25,6 на третьому (і 18 підбирань за гру) і 30,6 на четвертому (і 18,2 підбирання за гру), що в середньому було найвищим показником Південно-Західної атлетичної конференції. Тричі брав участь у команді Південно-Західної конференції. 7 січня 2012 року Південний університет закріпив за ним номер 41.
Здобув ступінь бакалавра наук у галузі харчових продуктів і харчування.

## Професійна кар'єра
1965 року «Цинциннаті Роялз» обрали його в четвертому раунді драфту НБА 1965 року, але зрештою він не зміг потрапити до команди і натомість провів сезон 1965—1966 НБА у Східній баскетбольній лізі. Набираючи в середньому понад 25 очок за гру, став «Новачком року» ліги і набув достатньо впевненості, щоб знову спробувати виступити за «Роялз». Він потрапив до команди з другої спроби і грав два сезони, здебільшого з лави запасних. 18 жовтня 1966 року дебютував у НБА. 1968 року команда «Мілвокі Бакс» вибрала його на драфті розширення НБА й обміняла в «Чикаго Буллз» у середині сезону 1968—1969 на прохання Лава. Попри результативність у середньому 20 очок за гру перед сезоном, «Бакс» відмовили Лаву через проблеми у нього зі спілкуванням.
Досяг успіху під час виступів за команду «Буллз» Діка Мотти, майбутнього тренера залу слави імені Нейсміта. Провів за «Буллз» вісім сезонів, очолював команду, забиваючи сім із цих сезонів, тричі брав участь у матчі всіх зірок «Буллз», тричі брав участь у матчі всіх зірок-захисників і двічі брав участь у матчі всіх зірок НБА. У 1969–1970 роках став основним гравцем, набираючи в середньому 21 очко та 8,7 підбирання. У наступні два сезони він набирав у середньому 25,2 та 25,8 очка за гру, брав участь у своїх перших двох Матчах усіх зірок НБА і в обох сезонах отримав відзнаку Другої команди НБА. З'явився на Матчі всіх зірок 1973 року, який приймала «Буллз», і набирав у середньому принаймні 19 очок і шість підбирань кожного сезону до 1976–1977 років. Лав був включений до другої команди всіх захисників НБА на сезони 1971—1972, 1973—1974 та 1974—1975 років. За ним закріпили номер 10 у «Чикаго Буллз».
1995 року одружився з Рейчел Діксон у United Center.
1976 року отримав травму спини і був обміняний в «Сіетл Суперсонікс», а наступного сезону був виключений.

## Особисте життя
Мав серйозні проблеми з заїканням, так що після завершення його кар'єри у НБА єдиною роботою, яку він зміг знайти посудомийника та помічника в Nordstrom у Сіетлі. У 1980-х роках за підтримки керівника магазину Джона Нордстрома почав проходити реабілітацію у логопеда Сьюзен Гамільтон, яка допомогла йому подолати заїкання. Після подолання мовленнєвої вади він став мотиваційним оратором. 1992 року «Буллз» найняли його на посаду директора зі зв'язків із громадськістю, і він виступав перед тисячами підлітків, виголошуючи сотні промов на рік.
Помер після тривалої боротьби з раком у Чикаго 18 листопада 2024 року у 81 рік. Того ж дня «Буллз» оголосили про його смерть у своїх облікових записах у соціальних мережах.

## Визнання
14 січня 1994 року «Буллз» закріпили за ним номер. 1989 року отримав нагороду за індивідуальні досягнення від Національної ради з комунікативних розладів, а також премію НБА Оскара Робертсона за лідерство. 1983 року включений до Зали спортивної слави Луїзіани. Обраний до Залів слави NAIA, Баскетбольних тренерів Іллінойсу та Гелмса. У Батон-Руж є історичний знак Лава.

## Статистика кар'єри в НБА
| Сезон     | Команда           | GP  | GS | MPG  | FG%  | 3P% | FT%  | RPG | APG | SPG | BPG | PPG  |
| --------- | ----------------- | --- | -- | ---- | ---- | --- | ---- | --- | --- | --- | --- | ---- |
| 1966–1967 | Цинциннаті Роялз  | 66  | —  | 16.3 | .429 | —   | .633 | 3.9 | 0.7 | —   | —   | 6.7  |
| 1967–1968 | Цинциннаті Роялз  | 72  | —  | 14.8 | .424 | —   | .684 | 2.9 | 0.8 | —   | —   | 6.4  |
| 1968–1969 | Мілвокі Бакс      | 14  | —  | 16.2 | .368 | —   | .763 | 4.6 | 0.2 | —   | —   | 7.6  |
| 1968–1969 | Чикаго Буллз      | 35  | —  | 9.0  | .416 | —   | .724 | 2.5 | 0.4 | —   | —   | 5.1  |
| 1969–1970 | Чикаго Буллз      | 82* | —  | 38.1 | .466 | —   | .842 | 8.7 | 1.8 | —   | —   | 21.0 |
| 1970–1971 | Чикаго Буллз      | 81  | —  | 43.0 | .447 | —   | .829 | 8.5 | 2.3 | —   | —   | 25.2 |
| 1971–1972 | Чикаго Буллз      | 79  | —  | 39.3 | .442 | —   | .784 | 6.6 | 1.6 | —   | —   | 25.8 |
| 1972–1973 | Чикаго Буллз      | 82* | —  | 37.0 | .431 | —   | .824 | 6.5 | 1.5 | —   | —   | 23.1 |
| 1973–1974 | Чикаго Буллз      | 82* | —  | 40.1 | .417 | —   | .818 | 6.0 | 1.6 | 1.0 | 0.3 | 21.8 |
| 1974–1975 | Чикаго Буллз      | 61  | —  | 39.4 | .429 | —   | .830 | 6.3 | 1.7 | 1.0 | 0.2 | 22.0 |
| 1975–1976 | Чикаго Буллз      | 76  | —  | 37.1 | .390 | —   | .801 | 6.7 | 1.9 | 0.8 | 0.1 | 19.1 |
| 1976–1977 | Чикаго Буллз      | 14  | —  | 35.4 | .338 | —   | .761 | 5.2 | 1.6 | 0.6 | 0.1 | 12.2 |
| 1976–1977 | Бруклін Нетс      | 13  | —  | 17.5 | .462 | —   | .846 | 2.9 | 0.3 | 0.1 | 0.2 | 10.1 |
| 1976–1977 | Сіетл Суперсонікс | 32  | —  | 14.1 | .372 | —   | .872 | 2.7 | 0.7 | 0.4 | 0.1 | 4.1  |
| Кар'єра   | Кар'єра           | 789 | —  | 31.8 | .429 | —   | .805 | 5.9 | 1.4 | 0.8 | 0.2 | 17.6 |
| Source:   |                   |     |    |      |      |     |      |     |     |     |     |      |

### Плей-оф
| Сезон     | Команда      | GP | GS | MPG   | FG%  | 3P% | FT%  | RPG | APG | SPG | BPG | PPG   |
| --------- | ------------ | -- | -- | ----- | ---- | --- | ---- | --- | --- | --- | --- | ----- |
| 1969–1970 | Чикаго Буллз | 5  | —  | 34.4  | .385 | —   | .792 | 9.2 | 0.8 | —   | —   | 11.8  |
| 1970–1971 | Чикаго Буллз | 7  | —  | 47.1* | .491 | —   | .806 | 7.3 | 1.4 | —   | —   | 26.7* |
| 1971–1972 | Чикаго Буллз | 4  | —  | 43.3  | .360 | —   | .846 | 6.8 | 1.8 | —   | —   | 18.8  |
| 1972–1973 | Чикаго Буллз | 7  | —  | 44.9  | .459 | —   | .732 | 9.6 | 3.3 | —   | —   | 23.7  |
| 1973–1974 | Чикаго Буллз | 11 | —  | 44.5  | .405 | —   | .763 | 5.7 | 2.2 | 1.3 | 0.5 | 23.0  |
| 1974–1975 | Чикаго Буллз | 13 | —  | 44.8  | .437 | —   | .779 | 7.5 | 1.5 | 0.8 | 0.4 | 25.8  |
| Кар'єра   | Кар'єра      | 47 | —  | 43.9  | .431 | —   | .776 | 7.5 | 1.9 | 1.0 | 0.4 | 22.9  |
| Source:   |              |    |    |       |      |     |      |     |     |     |     |       |

## Подальша кар'єра
Лав завершив свою кар'єру в НБА в «Буллз», провівши частину сезону 1976—1977 років у Нью-Йорку та Сіетлі. Під кінець кар'єри він набрав 13 895 очок, 1 123 передачі та 4 653 підбирання. У Лава в дитинстві розвинулося заїкання і вважається, що це завадило йому знайти хорошу роботу після завершення спортивної кар'єри. Він влаштувався помічником і посудомийником у Nordstrom, де заробляв 4,45 долара на годину. Джон Нордстром, директор сімейного бізнесу, був настільки вражений трудовою етикою колишньої зірки НБА, що запропонував оплатити заняття з логопедом. Пізніше Нордстрем просунув Лава на посаду прессекретаря компанії. Він став виконавчим директором у Nordstrom і менеджером з охорони здоров'я та санітарії в національній мережі сімдесяти ресторанів. 1993 року повернувся до «Чикаго Буллз» як директор зі зв'язків із громадськістю. Одним із його обов'язків на цій посаді було регулярне спілкування зі школярами. Також став мотиваційним оратором.